# USS Durik (DE-666)
USS Durik (DE-666) là một tàu hộ tống khu trục lớp Buckley được Hải quân Hoa Kỳ chế tạo trong Chiến tranh Thế giới thứ hai. Tên nó được đặt theo thủy thủ tập sự Joseph Edward Durik (1922-1942), người đã phục vụ trên tàu khu trục Meredith (DD-434) và đã thiệt mạng trong một tai nạn bắn nhầm ngư lôi vào ngày 15 tháng 3, 1942. Nó đã phục vụ cho đến khi chiến tranh kết thúc, xuất biên chế năm 1946 và bị tháo dỡ năm 1967.

## Thiết kế và chế tạo
Những chiếc thuộc lớp tàu hộ tống khu trục Buckley có chiều dài chung 306 ft (93 m), mạn tàu rộng 37 ft 1 in (11,30 m) và độ sâu mớn nước khi đầy tải là 11 ft 3 in (3,43 m). Chúng có trọng lượng choán nước tiêu chuẩn 1.400 tấn Anh (1.400 t); và lên đến 1.740 tấn Anh (1.770 t) khi đầy tải. Hệ thống động lực bao gồm hai turbine hơi nước General Electric công suất 13.500 mã lực (10.100 kW), dẫn động hai máy phát điện công suất 9.200 kilôwatt (12.300 hp) để vận hành hai trục chân vịt;  công suất 12.000 hp (8.900 kW) cho phép đạt được tốc độ tối đa 23 kn (26 mph; 43 km/h), và có dự trữ hành trình 6.000 nmi (6.900 mi; 11.000 km) khi di chuyển ở vận tốc đường trường 12 kn (14 mph; 22 km/h).
Vũ khí trang bị bao gồm ba pháo 3 in (76 mm)/50 cal trên tháp pháo nòng đơn có thể đối hạm hoặc phòng không, một khẩu đội 1,1 inch/75 caliber bốn nòng và tám pháo phòng không Oerlikon 20 mm. Vũ khí chống ngầm bao gồm một dàn súng cối chống tàu ngầm Hedgehog Mk. 10 (có 24 nòng và mang theo 144 quả đạn); hai đường ray Mk. 9 và tám máy phóng K3 Mk. 6 để thả mìn sâu. Khác biệt đáng kể so với lớp Evarts dẫn trước là chúng có thêm ba ống phóng ngư lôi Mark 15 21 inch (533 mm). Thủy thủ đoàn đầy đủ bao gồm 186 sĩ quan và thủy thủ.
Durik được đặt lườn tại xưởng tàu của hãng Dravo Corporation tại Pittsburgh, Pennsylvania vào ngày 22 tháng 6, 1943. Nó được hạ thủy vào ngày 9 tháng 10, 1943; được đỡ đầu bởi bà M. Durik, mẹ thủy thủ Durik, và nhập biên chế tại New Orleans, Louisiana vào ngày 24 tháng 3, 1944 dưới quyền chỉ huy của Hạm trưởng, Thiếu tá Hải quân Kerfoot Bainbridge Smith.

## Lịch sử hoạt động
Sau khi hoàn tất hoạt động chạy thử máy huấn luyện tại khu vực Bermuda, từ ngày 20 tháng 5 đến ngày 30 tháng 11, 1944, Durik đã thực hiện hai chuyến hộ tống vận tải khứ hồi vượt Đại Tây Dương từ New York và Norfolk, Virginia sang các cảng Bizerte, Casablanca và Palermo. Sau đó trong giai đoạn từ ngày 9 tháng 12, 1944 đến ngày 14 tháng 1, 1945, nó phục vụ như tàu huấn luyện tại Norfolk cho thủy thủ đoàn các tàu hộ tống, frigate và vận chuyển cao tốc tương lai. Nó còn thực hiện thêm hai chuyến hộ tống vận tải khứ hồi sang Oran, Algeria, từ ngày 17 tháng 1 đến ngày 19 tháng 5, 1945.
Đi đến Miami, Florida vào ngày 8 tháng 6, Durik lại phục vụ như tàu huấn luyện cho học viên sĩ quan. Nó trải qua một lượt đại tu ngắn tại New York từ ngày 21 tháng 7 đến ngày 5 tháng 9, rồi thực hành huấn luyện tại vịnh Guantánamo, Cuba trước khi quay trở lại Miami và ở lại đây cho đến ngày 1 tháng 11. Nó đi đến Mayport, Florida để phục vụ canh phòng máy bay cho hoạt động huấn luyện chuẩn nhận phi công tàu sân bay của tàu sân bay hộ tống USS Solomons (CVE-67). Con tàu đi đến Xưởng hải quân Charleston vào ngày 28 tháng 3, 1946 để chuẩn bị ngừng hoạt động, rồi đi đến Green Cove Springs, Florida vào ngày 27 tháng 4.
Durik được cho xuất biên chế tại Green Cove Springs vào ngày 15 tháng 6, 1946 và được đưa về thành phần dự bị. Tên nó được cho rút khỏi danh sách Đăng bạ Hải quân vào ngày 1 tháng 6, 1965, và con tàu bị bán để tháo dỡ vào ngày 30 tháng 1, 1967.

## Phần thưởng[7]
|  |  |  |

| Huân chương Chiến dịch Hoa Kỳ | Huân chương Chiến dịch Châu Âu-Châu Phi-Trung Đông | Huân chương Chiến thắng Thế Chiến II |